# Пешва Баджирао (сериал)
Пешва Баджи-рао — индийский исторический, драматический телесериал, премьера которого состоялась 23 января 2017 года, транслируется на телеканале Sony TV.
Сериал основан на жизнеописании маратха пешвы Баджирао во времена правления чхатрапати Шахуджи. Серии выходят в эфир по будням.

## Актёры
- Маниш Вадхва — Баладжи Вишванатх Бхат
- Ануджа Сатхи — Радхабай
- Рудра Сони — Баджи-рао I
- Айян Зубаир — Чимнаджи
- Аня Шиван — Бхиу
- Soham Kshirsagar — Паршу
- Vansh Sayani — Юшу
- Sujay Bagwe — Готия
- Aman Sayed Sharma — Балу
- Вишал Джетва — Назир
- Рахул Сингх — Аурангзеб
- Юрий Сури — Камар уд-Дин
- Prvashist Mishra — Шиваджи II
- Паллави Джоши — Тарабай
- Санджай Батра — Дханаджи
- В эпизодах: Сиддхарт Нигам, Гаган Ананд, Ravindra Mankani